# Сьвіньчув
Сьвіньчув (пол. Świńczów) — село в Польщі, у гміні Скала Краківського повіту Малопольського воєводства.
У 1975-1998 роках село належало до Краківського воєводства.